# Лукс, Карл Янович
Лукс Карл Янович (Иванович) (1888—1932) — советский партийный деятель, городской голова Нижнеудинска (1917 г.), комиссар Временного правительства Нижнеудинского уезда (1917 г.), командующий Восточно-Забайкальским фронтом (1920).

## Биография
Родился 14 марта 1888 года в 9 верстах от места Фрауэнбург Курляндской губернии в семье батрака. Окончил Курситенское двухклассное училище.
С 1904 г. работал младшим матросом на двухмачтовом паруснике в Либаве. Участвовал в деятельности нелегальных социал-демократических кружков.
В 1906 г. арестован, находился в Лодейнопольской тюрьме. С 1907 г. содержался в Петрозаводской тюрьме, в 1908 г. переведен в Каргопольскую тюрьму. В 1910 г. вернулся в Либаву, участвовал в работе подпольных организаций, снова был арестован и приговорён Санкт-Петербургской судебной палатой к 6 годам каторжных работ. В июле 1911 г. содержался в Митавской тюрьме, в июне 1912 г. был заключен в Шлиссельбургскую крепость, где провёл 4 года.
В июле 1916 г. сослав на поселение в Нижнеудинский уезд Иркутской губернии, работал конторщиком на Камышетском цементном заводе, счетоводом в Камышетском обществе потребителей.
К 1917 г. работал помощником бухгалтера Нижнеудинского общества потребителей. После февральской революции избран комиссаром Временного правительства, затем избран городским головой города Нижнеудинска. Избирался членом Нижнеудинского совета рабочих, солдатских и крестьянских депутатов, членом междупартийного суда совести Нижнеудинской социал-демократической группы.
12 октября 1917 г. Карл Лукс переехал в Читу, работал секретарём объединённого сельскохозяйственного отдела Забайкальских кооперативных союзов.
В период Гражданской войны Карл Лукс под именем Виктора Лондо работал уполномоченным крестьянского повстанческого штаба и начальника штаба объединённого отряда Северо-Западного и Баргузинского районов.
В 1920 г. Карл Лукс — командующий Железнодорожно-Шилкинского участка и командующий Восточно-Забайкальским фронтом.
С сентября 1920 г. — уполномоченный Военного Совета фронта в г. Чите, комаyдующий войсками Читинского района.
В 1920 г. Карл Лукс избран членом Учредительного собрания Дальневосточной республики и министр по делам национальностей Дальневосточной республики.
С 1921 г. он избран председателем Центрального Дальневосточного комитета общественных организаций по оказанию помощи голодающим в России.
С ноября 1923 г. Лукс назначен председателем комиссии по улучшению жизни детей при Дальревкоме и председателем Туземной секции Забайкальского отдела Русского географического общества.
С мая 1924 г. заместитель председателя правления Дальневосточно-Сибирского акционерного общества Книгоизлдательства.
С 1926 г. назначен заместителем председателя Дальневосточного комитета содействия народам Севера и уполномоченным Главнауки Народного комиссариата просвещения РСФСР на Дальнем Востоке, председателем Совета Дальневосточного географического общества.
Явился одним из инициаторов создания письменности народов Севера. В 1928—1929 гг. по его инициативе были образованы Восточно-Эвенская (Нагаевская) культбаза.
С декабря 1929 г. был назначен ректором Института народов Севера в г. Ленинграде.
Осенью 1931 г. под его руководством была проведена Северная оленеводческая экспедиция.
29 августа 1932 г. Карл Лукс погиб на Чукотке, в районе реки Чаун в результате огнестрельного ранения.

## Память
Решением исполкома Магаданского городского совета от 30 декабря 1974 года одной из улиц Магадана присвоено имя К. Я. Лукса, установлена памятная доска.